# Карин
Марк Авре́лій Кари́н (лат. Marcus Aurelius Carinus; ? — 285) — римський імператор, що правив у 283 — 285 роках. Був співправителем свого батька, Кара, у 283 році. Після смерті Кара того ж року правив разом зі своїм братом, Нумеріаном. Після смерті Нумеріана у 284 році правив одноосібно допоки не був убитий Діоклетіаном, який став наступним імператором.

## Життєпис
Карин був старшим сином Марка Аврелія Кара, який здобув владу в 283 році після вбивства попереднього імператора, Проба. При вступі на трон Кар одразу проголосив обох своїх синів, Карина та Нумеріана, цезарями. Невдовзі Карину був наданий і титул августа. Разом із Каром у 283 році Карин обіймав посаду консула.
Кар разом зі своїм молодшим сином, Нумеріаном, вирушив на схід у похід проти Держави Сасанідів, залишивши Карина відповідальним за західну частину Римської імперії. За час відсутності батька Карин успішно боровся з варварами в Галлії, Британії та інших частинах держави. До того ж, Карин організував урочисті Римські ігри (лат. Ludi romani). Втім, за повідомленнями ненадійної «Історії Августів», Карин був поганим імператором: переслідував своїх опонентів, вів розпутне життя, одружився та розлучився з дев'ятьома різними жінками.

На той час Карин був уже дорослою людиною та одружений з 283 року (за одними даними, його дружиною була Магнія Урбіка, а за іншими даними, вона була його матір'ю). При народженні сина Нігрініана, Урбіка померла.

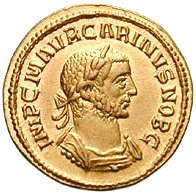
Ауреус Карина

Кар із самого початку кампанії завдав численних поразок персам, захопивши їхню столицю Ктесифон. Проте, посеред походу Кар несподівано помер (чи то від удару блискавки, чи то від сильної хвороби). Новим імператори одразу будо проголошено Нумеріана, його молодшого сина, який теж брав участь у поході, Незважаючи на воєнні успіхи римлян, під тиском своїх солдат, які перебували на чужій території, Нумеріан вирішив повернутися додому задля зустрічі з Карином.
Проте до Риму Нумеріан не доїхав: під час зупинки в Гераклеї Понтійській, що в Малій Азії, Нумеріан був знайдений мертвим у своїй палатці.  Таким чином, Карин став одноосібним імператором.
Проте війська Нумеріана, які залишилися без командирів, проголосили імператором Діоклетіана, командира охорони імператора. Діоклетіан одразу стратив префекта преторія Луція Флавія Аппера, якого звинуватив у смерті імператора. Задля затвердження своєї влади Діоклетіан мав усунути Карина який, зі свого боку, виступив з армією на схід, задля усунення Діоклетіана. На своєму шляху Карин знищив узурпатора Сабіна Юліана в Паннонії.
Обидва претенденти на трон зустрілися в битві при Марзі (сучасна Велика Морава в Сербії). З самого початку битви ініціатива була на боці Карина, проте незабаром військо покинуло імператора та перейшло на бік Діоклетіана. Карин був убитий, а згодом проклятий Сенатом (Damnatio memoriae).
Разом зі смертю Карина та сходженням на престол Діоклетіана завершилась Криза III століття, яка тривала більше 50 років.

## Родовід
- Кар, Римський Імператор
  -  Карин, Римський Імператор
    -  Нігрініан, Римський Імператор

  -  Нумеріан, Римський Імператор
  -  Аврелія Пауліна, Патриція